# アメリカ合衆国鉄道管理局
アメリカ鉄道管理局（アメリカてつどうかんりきょく、United States Railroad Administration、略称USRA)は、1917年から1920年まで存在したアメリカ合衆国の国内鉄道網の政府による管理組織 。

## 背景
1917年4月6日、アメリカ合衆国では第一次世界大戦への参戦に伴い、輸送量が逼迫しつつあり、輸送力の向上が求められた。そこでUSRAが設立され、各鉄道会社は同局の管理下におかれた。

## 変革と新機種
変更はすばやく行われた。東部、西部、南部の3つの地域に分割された。重複する旅客サービスは打ち切られた。コスト的にも雇用的にも重荷となる寝台車の運行は削減させられた。異なる事業者間で競合するサービスは削減させられた。駅、設備、店は共有させられた。
10万輌を超える車両と1930台の蒸気機関車が発注され、金額は38000万ドルを越えた。
全ての新しい機関車はUSRA標準型として設計された。それらは工期短縮と標準化されていた。それらは旧式を置き換える為に出来得る最良の設計だった。
そこでは運行の効率化の推進とともに12種類の標準型蒸気機関車が開発された。
戦争が終わり、USRAが解散してからも開発された機関車は性能が優れていたので各社で継続して生産された。現在でも各地で保存されている。

## USRA標準型
USRAは0-6-0と0-8-0 入換機関車、2-6-6-2 と2-8-8-2 のマレー式機関車、ライトとヘビーの両方の2-8-2、 2-10-2、4-6-2と4-8-2 型を設計した。ライト型は軸重が54,000 lb (24,500 kg) で大半の主要な鉄道で使用できたが、最大軸重が60,000 lb (27,200 kg)に設計されたヘビー型ではより頑丈に敷設された軌道の路線で運行されるようになっていた。

### USRA 0-6-0
USRA 0-6-0 255輌のUSRA 0-6-0設計が生産され、同様に多くの複製機が生産された。

### USRA 0-8-0
USRA 0-8-0 175輌のUSRA 0-8-0設計が生産され、それ以上の複製機が生産された。

### USRA ライト 4-6-2 "パシフィック"
USRA ライト パシフィック 81輌の USRA ライト パシフィック型機関車が製造された。

### USRA ヘビー 4-6-2 "パシフィック"
USRA ヘビー パシフィック 20輌のUSRA ヘビー パシフィック型機関車が製造された。

### USRA ライト 2-8-2 "ミカド"
USRA ライト ミカド 625輌のUSRA ライト ミカド型機関車が製造され、最も大量に生産されたUSRA型だった。

### USRA ヘビー 2-8-2 "ミカド"
USRA ヘビー ミカド 233輌のUSRA ヘビー ミカド型機関車が製造された。

### USRA ライト 4-8-2 "マウンテン"
USRA ライト マウンテン 47輌のUSRA ライト マウンテン型機関車が製造された。

### USRA ヘビー 4-8-2 "マウンテン"
USRA ヘビー マウンテン 15輌のUSRA ヘビー マウンテン型機関車が製造された。

### USRA ライト 2-10-2 "サンタフェ"
USRA ライト サンタフェ 94輌のUSRA ライト サンタフェ型機関車が製造された。

### USRA ヘビー 2-10-2 "サンタフェ"
USRA ヘビー サンタフェ 175輌の USRA ヘビー サンタフェ型機関車が製造された。

### 2-6-6-2
USRA 2-6-6-2 30輌のUSRA 2-6-6-2型機関車が製造された。

### 2-8-8-2
USRA 2-8-8-2 106輌のUSRA 2-8-8-2型機関車が製造された。ノーフォーク・アンド・ウェスタン鉄道はUSRAの時代の後、長年にわたり、クラスYとして近代化の改良を施して製造を継続した。N&W Y6B はアメリカで製造された従来の貨物を牽引する最後の蒸気機関車だった。

## 貨車
USRAの一環として片開き扉と両開き扉の2形式の汎用有蓋車の設計が開発された。USRAの有蓋車の設計時、どちらの方が優れているか産業界の合意は無かったので両方が製造された。20世紀初頭の貨車の設計は現在でも受け継がれている。ジョン·ホワイトが著書アメリカの貨車で指摘するように、ほとんどの車はまさに複合製で完全な木材や鋼製ではなく、鉄鋼の車が当たり前になった後でも、木材ならではの利点により使用された。